# Новите заселници
„Новите заселници“ (на литовски: Naujakuriai) е картина на литовския художник Антанас Гудаитис от 1933 г.
Картината е нарисувана с маслени бои върху платно и е с размери 113 x 88 cm. Творбата е на основоположника на експресионистичната живопис в Литва, е създадена през втората половина на 1933 г., след като Антанас Гудаитис се завръща в Литва. Преди това в продължение на 4 години живее в Париж. Героите и настроенията напомнят за музикантите и цирковите артисти в Париж, макар че не представя радостта от живота на младата двойка, а безпокойството и проблемите им. За да направи интересна комбинацията на цветовете, смело боядисва козата в син тон, а кравата в червен. Картината представя дойка обременени от нужда за работа, един от основните проблеми на обществото по това време, което се отразява както в изобразителното изкуство, така и в литературата.
Картината е част от колекцията на Художествения музей във Вилнюс, Литва.